# Herbert Schoen
Herbert Schoen (Luckenwalde, 18 maggio 1929 – Berlino, 8 aprile 2014) è stato un calciatore tedesco orientale dal 1990 tedesco, di ruolo difensore.